# Gegenschein

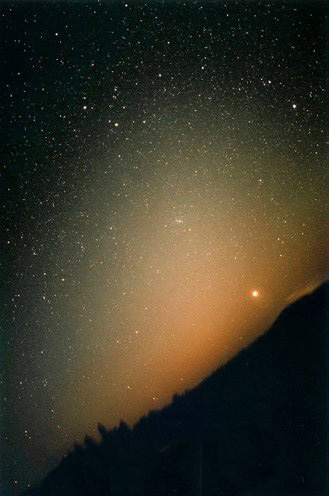
Immagine fotografica del fenomeno della luce zodiacale.

In astronomia, il Gegenschein (parola tedesca traducibile come "bagliore opposto" o "bagliore riflesso") è una debole luminosità visibile nel cielo nella direzione esattamente opposta al Sole, causata dalla riflessione della luce solare da parte delle particelle di polvere presenti nei piani orbitali del sistema solare. Il Gegenschein è una parte di una luminosità più estesa, chiamata luce zodiacale.
Il suo aspetto è di una regione ovale debolmente luminosa, larga alcuni gradi e lunga 10-15°, orientata lungo il piano dell'eclittica. È così debole che non può essere vista se nel cielo è presente la Luna, oppure se si trova sovrapposta alla Via Lattea.

## Storia
Il gegenschein fu descritto per la prima volta dall'astronomo e professore gesuita francese Esprit Pezenas (1692-1776) nel 1730. Durante il suo viaggio in Sud America dal 1799 al 1803, l'esploratore tedesco Alexander von Humboldt fece diverse osservazioni su questo fenomeno. Fu Humboldt che diede al fenomeno il nome tedesco di Gegenschein.
L'astronomo danese Theodor Brorsen pubblicò le prime indagini approfondite sul gegenschein nel 1854 e fu anche il primo ad osservare che la luce zodiacale può abbracciare l'intero cielo, anche se in condizioni quasi perfette, e che si può osservare un debole ponte di luce che collega la luce zodiacale col gegenschein. Inoltre Brorsen aveva già proposto la spiegazione corretta per del gegenschein (riflessi interplanetari della polvere). Una ricerca del 2021 del professor Donald Olson suggerisce che quello osservato da Pézenas prima di Brorsen non fosse un Gegenschein ma piuttosto un evento aurorale.
In tempi moderni, il gegenschein non è visibile nelle regioni più popolate del mondo a causa dell'inquinamento luminoso.

## L'osservazione

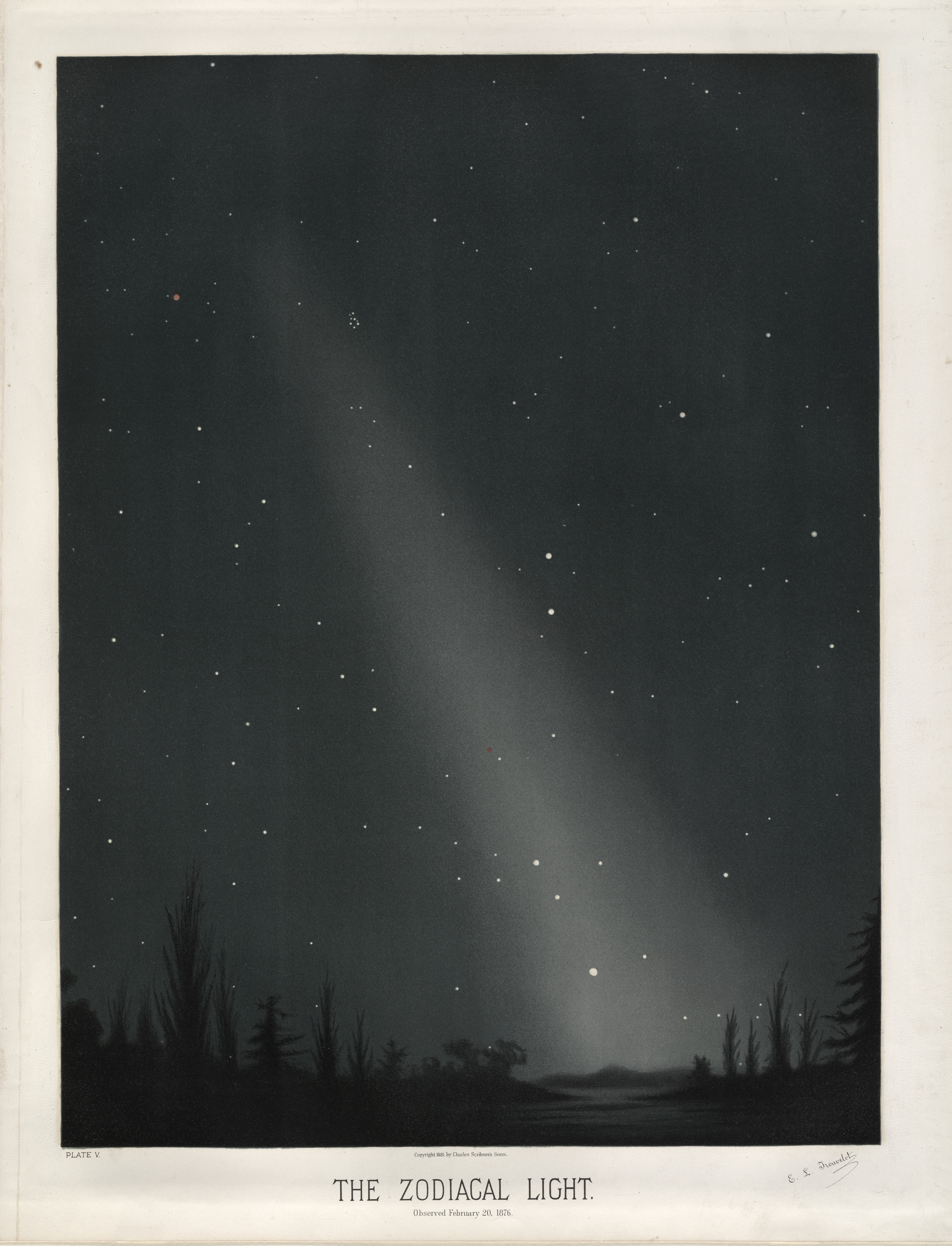
Luce zodiacale nel cielo notturno, rappresentazione di Étienne Léopold Trouvelot.

Poco dopo il crepuscolo astronomico, in pianura o in riva al mare, nelle notti assolutamente serene, si può riconoscere una sottile striscia di luce a ovest sopra l'orizzonte. Questo fenomeno luminoso è largo qualche palmo e visibile per circa due ore.
Nelle regioni equatoriali la luce zodiacale è osservabile tutto l'anno, purché ci si trovi abbastanza lontani da fonti di luce artificiali (vedi inquinamento luminoso). Il fenomeno è visibile in ampiezza moderata specialmente in primavera dopo il tramonto e in autunno prima del sorgere del Sole.
La debolezza del fenomeno lo rese ufficialmente sconosciuto fino al 1854, quando ne fu registrata la prima osservazione dall'astronomo danese Theodor Brorsen che pubblicò in quell'anno la prima ricerca organica sul Gegenschein con alcune intuizioni esatte.

## Spiegazione
Come la luce zodiacale, gegenschein è la luce solare riflessa dalla polvere interplanetaria, e in particolare della polvere situata nei punti di Lagrange L4 e L5 del sistema Terra-Luna. Pertanto, questa polvere interplanetaria sta ruotando attorno alla Terra rispettivamente a 60º prima e 60º dopo la Luna. La luce zodiacale è osservabile nella direzione del Sole, al tramonto, mentre il gegenschein nella direzione opposta.